# Jimmi Roger Pedersen

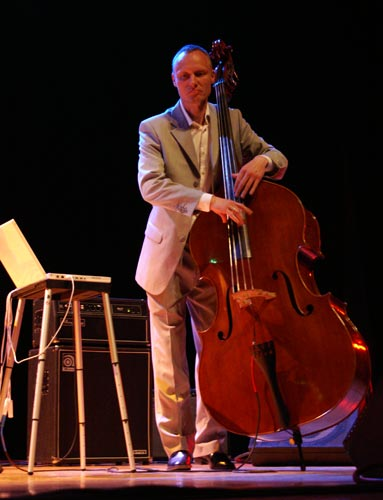
Jimmi Roger Pedersen (2009)

Jimmi Roger Pedersen (* 6. Juni 1965 in Kopenhagen) ist ein dänischer Jazzmusiker (Kontrabass, Komposition).

## Leben und Wirken
Pedersen wuchs in Kopenhagen auf, wo er 1986 am Rytmisk Musikkonservatorium bei Niels-Henning Ørsted Pedersen studierte. Er ist im Duo mit Horace Parlan in den 1990er Jahren aufgetreten; seit Mitte der 1990er Jahre gehörte er zum Christoph Oeding Trio und zu Mwendo Dawa, mit denen jeweils mehrere Tonträger entstanden. Weiterhin begleitete er Lee Konitz, Benny Bailey und Al Grey.
Pedersen brachte zudem zwei Solo-Bass-CDs heraus: Bass Only (2004) und Bass Beyond (2007). Beide CDs enthalten eigene Kompositionen. Darüber hinaus hat er das Lehrbuch Scandinavian Contrabastics veröffentlicht, das einen Spielstil erklärt und weiterentwickelt, der von Ørsted Pedersen geprägt ist. Er ist auch auf Alben von Jerry Tilitz, Giorgio Crubu, Tobias Schmidt-Relenberg und Anders Roland zu hören.